# Secret Messages
Secret Messages, ett musikalbum av Electric Light Orchestra utgivet sommaren 1983 av skivbolaget Jet Records. Hiten på albumet blev "Rock and Roll is King". En mindre hit blev också "Four Little Diamonds". Albumet var tänkt att ges ut som dubbel-LP, men kortades ned inför utgivningen. Några av de låtar som inte kom med på albumet utgavs istället som b-sidor till skivans singlar.

## Låtlista
(samtliga låtar är skrivna av Jeff Lynne)
1. "Secret Messages" - 4:42
2. "Loser Gone Wild" - 5:25
3. "Bluebird" - 4:06
4. "Take Me On and On" - 5:01
5. "Time After Time" - 3:59
6. "Four Little Diamonds" - 4:05
7. "Stranger" - 4:27
8. "Danger Ahead" - 3:52
9. "Letter from Spain" - 2:51
10. "Train of Gold" - 4:20
11. "Rock and Roll Is King" - 3:45

## Listplaceringar
| Lista (1983)   | Position            |
| -------------- | ------------------- |
| Finland        | 12                  |
| Frankrike      | 15                  |
| Japan          | 35 (Oricon)         |
| Nederländerna  | 7                   |
| Norge          | 5 (VG-lista)        |
| Nya Zeeland    | 13                  |
| Storbritannien | 4 (UK Albums Chart) |
| Sverige        | 11 (Topplistan)     |
| USA            | 36 (Billboard 200)  |
| Västtyskland   | 6                   |
| Österrike      | 11                  |